# Dactylolabis hispida
Dactylolabis hispida là một loài ruồi trong họ Limoniidae. Chúng phân bố ở miền Tân bắc.